# Lupao
Lupao (Tagalog: Bayan ng Lupao) ist eine philippinische Stadtgemeinde in der Provinz Nueva Ecija, in der Verwaltungsregion III, Central Luzon. Lupao hat 43.788 Einwohner (Zensus 1. August 2015), die in 24 Barangays lebten. Sie wird als Gemeinde der dritten Einkommensklasse auf den Philippinen und als teilweise urbanisiert eingestuft. Sie wurde am 31. Januar 1901 gegründet.
Lupao im Norden der Provinz an den südlichen Ausläufern der Caraballo-Berge, im Nordosten der Zentralen Luzon-Ebene. Ihre Nachbargemeinden sind Umingan im Norden, Carranglan im Nordosten, San Jose City im Süden und die Science City of Muñoz liegt im Westen.
Die Provinzhauptstadt Palayan City liegt ca. 75 Kilometer im Südosten, Manila ca. 175 Kilometer im Süden und Baguio City ca. 110 Kilometer im Nordwesten von Lupao entfernt.

## Baranggays
- Agupalo Este
- Agupalo Weste
- Alalay Chica
- Alalay Grande
- J. U. Tienzo
- Bagong Flores
- Balbalungao
- Burgos
- Cordero
- Mapangpang
- Namulandayan
- Parista
- Poblacion East
- Poblacion North
- Poblacion South
- Poblacion West
- Salvacion I
- Salvacion II
- San Antonio Este
- San Antonio Weste
- San Isidro
- San Pedro
- San Roque
- Santo Domingo